# Porphyrosela aglaozona
Porphyrosela aglaozona är en fjärilsart som först beskrevs av Edward Meyrick 1883.  Porphyrosela aglaozona ingår i släktet Porphyrosela och familjen styltmalar.
Artens utbredningsområde är Fiji. Inga underarter finns listade i Catalogue of Life.